# Ejército permanente

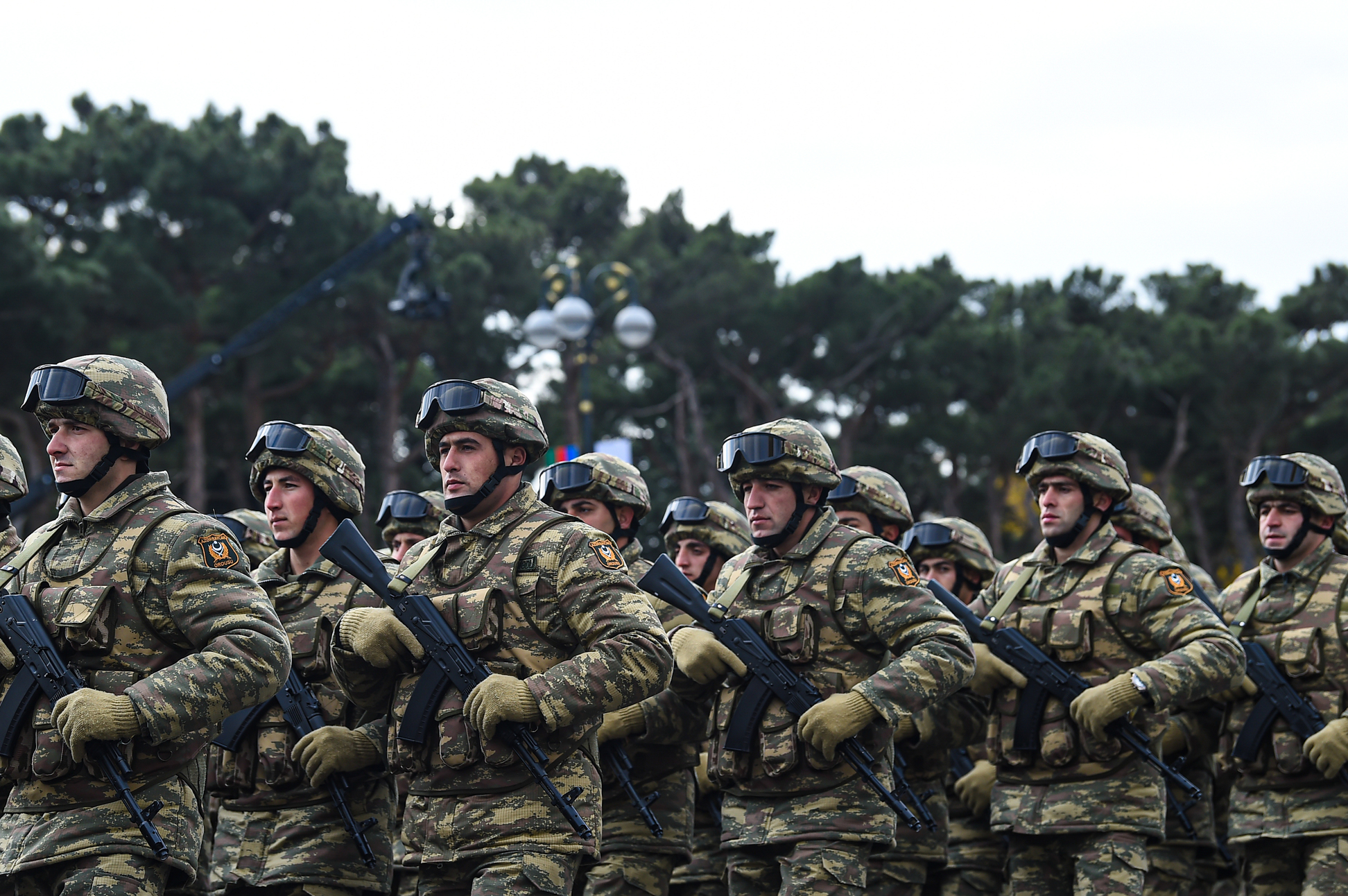
cuerpos militares en un desfile de la victoria

Un ejército permanente es un ejército que no se va dedicados a tiempo completo a las funciones militares y sobre todo que sigue existiendo en tiempos de paz, sin disolverse. Un «ejército permanente» se diferencia del ejército de reserva, que un país pone en actividad solamente en casos muy especiales como una guerra exterior o un desastre natural. Una consecuencia de esta permanencia del ejército es que las tropas se hallan sujetas a una preparación y entrenamiento constante que mejora su desempeño.
La suma del ejército permanente más la reserva constituye el ejército regular.
Un ejemplo en la historia sobre ejército permanente es el de la Antigua Roma, durante el periodo republicano, después de las reformas de Cayo Mario realizadas en el año 107 AC. Mediante las nuevas normas se eliminó el antiguo ejército romano formado por ciudadanos armados que se reclutaban según la necesidad de cada momento, sustituyendo dicho esquema por un cuerpo de soldados profesionales que se dedicaban exclusivamente a la milicia durante un periodo determinado de años de servicio. Este sistema se mantuvo durante la época del Imperio Romano. La mayoría de culturas antiguas (como China o Egipto) conservaban guerreros permanentes en un número muy pequeño y sin organizarlos verdaderamente como cuerpos de combate, sino como individuos aislados dedicados solamente a la custodia de los gobernantes o a hacer cumplir sus mandatos, y que por lo general sólo se establecían en las ciudades que constituían la residencia de los reyes o líderes; en caso de guerra se recurría a masas de individuos que se dedicaban a otras actividades y se les reclutaba en gran número, al punto que los guerreros "profesionales" eran sólo una exigua minoría.
Otros ejemplos de ejército permanente fueron los jenízaros del Imperio otomano que desde el siglo XV se dedicaban exclusivamente a participar en las campañas del sultán turco, manteniéndose en campamentos especiales durante la época de paz, sin disolverse, y viviendo como una organización sujeta a disciplina militar en todo momento. Si bien las tropas de mercenarios existieron durante la Edad Media europea, dedicándose exclusivamente a combatir, tales cuerpos no eran propiamente un "ejército permanente" en tanto se disolvían fácilmente en caso de no recibir su paga. La expansión colonial europea de los siglos XVI al XVIII impulsó la necesidad de contar con tropas dispuestas para el combate en forma permanente, y que se mantuvieran disponibles la lucha inclusive en tiempos de paz, evitando los ejércitos formados sobre la base de súbditos reclutados sólo en caso de necesidad, los cuales se consideraban poco profesionalizados.
Precisamente el filósofo inglés Adam Smith escribió en su obra La riqueza de las naciones en 1776, que los "ejércitos permanentes" eran una señal de modernización para una sociedad en tanto el arte de la guerra se hacía cada vez más complicado y precisaba de mayor disciplina y entrenamiento, lo cual hacía necesario que los soldados no se desbandaran en tiempo de paz sino que permanecieran siempre en servicio.